# George Hay, 7. Marquess of Tweeddale

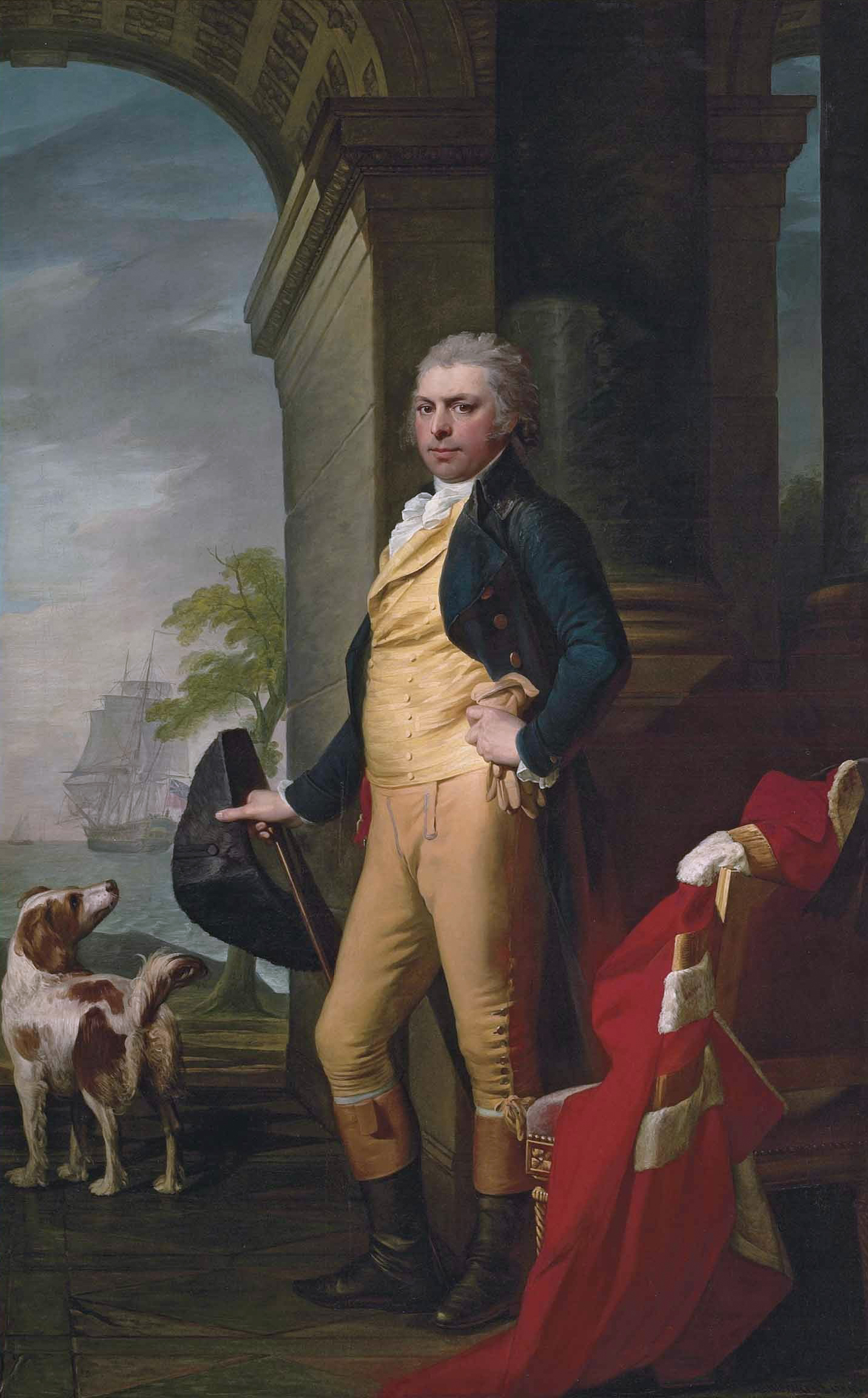
George Hay, 7. Marquess of Tweeddale, 1794

George Hay, 7. Marquess of Tweeddale (* 1753; † 9. August 1804 in Verdun), war ein britischer Peer, Politiker und Offizier.

## Leben
Er war entstammte einer Nebenlinie des schottischen Clan Hay und war der zweite von drei Söhnen des John Hay († 1765), Gutsherr von Newhall House in Haddingtonshire, aus dessen Ehe mit Dorothy Hayhurst († 1808). Sein Vater war ein Enkel des John Hay, 2. Marquess of Tweeddale.
Da sein älterer Bruder William Hay 1781 ohne männliche Nachkommen gestorben war, erbte er 1787 beim kinderlosen Tod seines Onkels zweiten Grades, George Hay, 6. Marquess of Tweeddale (1700–1787), kinderlos starb, dessen schottische Adelstitel als 7. Marquess of Tweeddale, 8. Earl of Tweeddale, 7. Earl of Gifford, 7. Viscount of Walden und 15. Lord Hay of Yester.
Er machte als Marineoffizier in der Flotte der Britische Ostindien-Kompanie (Bombay Marine) Karriere. 1788 wurde ihm das Bürgerrecht der Stadt Edinburgh verliehen. 1794 wurde ihm das Amt des Lord Lieutenant von Haddingtonshire verliehen. Am 30. Juni 1796 wurde er als schottischer Representative Peer ins britische House of Lords gewählt und hatte den Parlamentssitz bis zu seinem Tod inne.
Nach Beendigung des Kriegs gegen Frankreich durch den Frieden von Amiens (1802) besuchte er zusammen mit seiner Gattin gerade Paris, als der Krieg im Mai 1803 überraschend wieder ausbrach. Napoleon Bonaparte ließ daraufhin alle britischen Touristen in Frankreich verhaften. So auch den Marquess und die Marchioness, die in der Festung von Verdun festgehalten wurden und schließlich in Haft starben, seine Gattin am 8. Mai und er am 9. August 1804.

## Ehe und Nachkommen
Am 18. April 1785 heiratete er Lady Hannah Charlotte Maitland († 1804), Tochter der James Maitland, 7. Earl of Lauderdale. Mit ihr hatte er sechs Söhne und sechs Töchter:
- Lady Mary Turner Hay (1786–1860);
- George Hay, 8. Marquess of Tweeddale (1787–1876), Field Marshal der British Army, Gouverneur von Madras, ⚭ 1816 Lady Susan Montagu (1797–1870), Tochter des William Montagu, 5. Duke of Manchester;
- Lord James Hay (1788–1862), General der British Army, ⚭ 1813 Elizabeth Forbes († 1861);
- Lady Dorothea Frances Hay (1789–1875), ⚭ 1809 John Henry Ley († 1850);
- Lady Hannah Charlotte Hay (1790–1876), ⚭ 1815 John Sharp († 1863), Gutsherr von Chippenham Park in Cambridgeshire;
- Lady Elizabeth Hay (1792–1868), ⚭ 1813 James Joseph Hope-Vere (1785–1843), Gutsherr von Blackwood in Lanarkshire und Craigiehall in Linlithgowshire;
- Lord John Hay (1793–1851), Rear-Admiral der Royal Navy, MP, ⚭ 1846 Nary Anne Cameron († 1850);
- Lord William Hay (*† 1794);
- Lady Jane Hay (1796–1879);
- Lady Julia Thomasina Hay (1797–1835), ⚭ 1828 John Hobhouse, 1. Baron Broughton;
- Lord Edward George Hay (1799–1862), Colonel der British Army;
- Rev. Lord Thomas Hay (1800–1890), anglikanischer Pfarrer von Rendlesham in Suffolk, ⚭ 1833 Harriet Kinloch († 1891).